# ヴィーツェプスク州

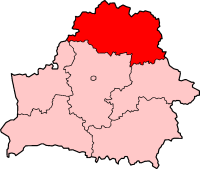
ヴィーツェプスク州の位置

ヴィーツェプスク州（ベラルーシ語: Ві́цебская во́бласць、ロシア語: Витебская область）はベラルーシ北部に位置する州。州都はヴィーツェプスク。面積は40,100km2。人口は129万4700人（2006年末）。州の南をマヒリョウ州、ミンスク州及びフロドナ州に接している。また東及び北をロシアに、北及び西をラトビア及びリトアニアに接している。

## 主な都市と人口
2009年1月現在の人口（単位：千人）。
- ヴィーツェプスク: 347.5
- ヴォルシャ: 122.2
- ナヴァポラツク: 101.0
- ポラツク: 83.7
- パスターヴィ（ロシア語版）: 19.8
- フルィボーカエ（ロシア語版）: 19.5
- レペリ: 18.6
- ノヴァルコームリ（ロシア語版）: 14.1
- ハラドーク（ロシア語版）: 13.4
- バラーニ（ロシア語版）: 12.1
- タラチーン（ロシア語版）: 10.3
- ブラスラウ: 9.9
- チャーシュニキ: 9.5
- ミョールィ: 8.7
- ドゥブローウナ（ロシア語版）: 8.6
- ルーバ（ロシア語版）: 8.2